# Carlos Soler
Pour les articles homonymes, voir Soler.
Soler  Barragán est un nom espagnol. Le premier nom de famille, en général paternel, est Soler ; le second, en général maternel, souvent omis, est Barragán.
Carlos Soler Barragán, né le 2 janvier 1997 à Valence, est un footballeur international espagnol qui évolue au poste de milieu de terrain au Paris Saint-Germain.

## Biographie

### Débuts
Le footballeur de Valence a été formé jeune par l'école de football de Bonrepos y Mirambelle. En 2004, il intègre l'académie du Valence CF. Il commença à jouer en tant qu'attaquant où il marqua plus de 500 buts. Rubén Baraja était son entraineur et le positionna en tant que milieu défensif.
Pendant la saison 2015-2016, Carlos Soler était déjà devenu une pièce majeure de l'équipe de jeunes de Valence. À la fin de la saison, il fut convoqué en équipe première sans pour autant débuter en match officiel.

### Carrière en club

#### Valence CF (2016-2022)
Avec les moins de 19 ans du Valence CF, il participe à l'UEFA Youth League lors de la saison 2015-2016. Il inscrit trois buts lors de cette compétition en 8 matchs.
Le 17 mars 2016, Gary Neville, alors entraîneur du FC Valence, appelle le joueur pour les huitièmes de finale de la Ligue Europa mais il ne joue pas le match. C'est Cesare Prandelli qui lui offre ses premières minutes en tant que joueur face à la Real Sociedad dans leur stade Anoeta.
Le 16 mai 2017, il prolonge jusqu'en 2021 au Valence CF. Le contrat comporte une clause d'annulation de 80 millions d'euros.
Il devient très rapidement un cadre de l'équipe Ché. Positionné dans un 4-3-3 en tant qu'ailier droit sous son entraîneur Marcelino, il contribue grandement à la victoire du club du Turia en finale de coupe du Roi 2019 face au FC Barcelone, en offrant une passe décisive à son coéquipier Rodrigo. En décembre 2019, son contrat est cette-fois prolongé jusqu'en 2023. La clause d'annulation est augmentée et atteint désormais 150 millions d'euros.
Il est ensuite repositionné au milieu de terrain par José Bordalás et hérite du numéro 10 laissé par l'ancien capitaine Dani Parejo. Il devient officiellement le deuxième capitaine du club après son coéquipier et ami José Gayà et hérite de la charge de tous les coups de pied arrêtés, devenant ainsi le meilleur buteur du club deux années de suite avec 11 réalisations pour les saisons 2021 et 2022 (Ex aequo avec le Portugais Gonçalo Guedes pour cette saison). Ses bonnes prestations en club et sélections, attirent de nombreux grands clubs européens comme Manchester City, l'Atlético de Madrid et le FC Barcelone. À un an du terme de son contrat qui encourt jusqu'en juin 2023 et avec une clause libératoire de 50 millions d'euros, les négociations entre les dirigeants du club Ché, en besoin de liquidité, et le joueur ne sont pas concluantes. Soler déclare en septembre 2022, après avoir quitté le club, avoir demandé un contrat portant sur 8 ans ou plus, ce qui ne lui a pas été proposé.
Il est en 2022 vice-capitaine du club valencian et « adulé » par les supporters du club.

#### Paris Saint-Germain (depuis 2022)
Le 1er septembre 2022, lors de la dernière journée de mercato, Carlos Soler quitte le Valence CF et signe au Paris Saint-Germain pour une durée de 5 ans. Le montant du transfert est estimé à 22 millions d'euros en comptabilisant des bonus. Milieu de terrain, son rôle principal attendu est en soutien des attaquants. Il peut également jouer en tant que relayeur dans une organisation comportant trois milieux.
Il fait ses débuts avec le club parisien le 7 septembre 2022 au Parc des Princes à l'occasion de la première journée de phase de groupes de la Ligue des champions contre la Juventus (victoire 2-1) en remplaçant Lionel Messi à la 84e minute de jeu.
Le 25 octobre 2022, entré à la 67e minute, Carlos Soler inscrit son premier but avec le Paris Saint-Germain à la 84e minute de jeu en Ligue des champions face au Maccabi Haïfa (victoire 7-2) sur une passe de Lionel Messi.
Quelques jours plus tard, le 29 octobre, à l'occasion de la 13e journée du championnat de France, il inscrit à la 24e minute de jeu sur une passe de Neymar son premier but dans la compétition.
Son premier but en coupe de France ne se fait pas non plus attendre, en effet il inscrit ce dernier le 6 janvier 2023 contre Châteauroux à la 64e minute grâce à un ballon qui lui revient dans les pieds après une parade de Delecroix sur une tête d´Ekitike (Victoire 1-3).

#### Prêt à West Ham (2024-2025)
Le 30 août 2024, dernier jour du mercato estival, Soler est prêté à West Ham United pour la saison 2024-2025.

### Carrière en sélection
Avec les espoirs, il participe au championnat d'Europe espoirs en 2017. Lors de cette compétition, il ne joue qu'un seul match, face à la Serbie. L'Espagne atteint la finale du tournoi, en s'inclinant face à l'Allemagne.
Le 5 septembre 2017, lors des éliminatoires du championnat d'Europe espoirs 2019, il inscrit un but contre l'Estonie.
Il est convoqué parmi les réservistes pour la Coupe du monde 2018.
Il est convoqué pour la première fois avec la sélection espagnole le 26 août 2021. Il marque pour son premier match en sélection, contre la Suède, match comptant pour les éliminatoires du Mondial 2022. Il récidive le match suivant contre la Géorgie pour une victoire 4 à 0, avec un autre but de son coéquipier en club José Gayà mais aussi de l'ancien valencian Ferran Torres.
Le 11 novembre 2022, il fait partie de la sélection de 26 joueurs établie par Luis Enrique pour participer à la Coupe du monde 2022 et qui s’est vue éliminée par le Maroc dans les huitièmes de finale. Durant le tournoi, il inscrit le sixième but de l'Espagne face au Costa Rica contribuant à la victoire écrasante de la Roja 7 à 0.

## Caractéristiques
Évoluant au poste de milieu de terrain, les points forts de Carlos Soler sont son placement, le sens du décalage et de la passe. Il est également efficace devant le but. Décrit comme polyvalent, il peut être placé en tant que relayeur dans un système comportant trois milieux bien que son poste préférentiel soit plus offensif à proximité des attaquants. Il peut également tirer les coups de pied arrêtés.

## Statistiques
| Saison                | Club                   | Championnat           | Championnat | Championnat | Championnat | Coupe nationale | Coupe nationale | Coupe nationale | Coupe de la Ligue | Coupe de la Ligue | Coupe de la Ligue | Supercoupe | Supercoupe | Supercoupe | Compétition(s) continentale(s) | Compétition(s) continentale(s) | Compétition(s) continentale(s) | Compétition(s) continentale(s) | Total | Total | Total |
| Saison                | Club                   | Division              | M.          | B.          | P.d.        | M.              | B.              | P.d.            | M.                | B.                | P.d.              | M.         | B.         | P.d.       | Comp.                          | M.                             | B.                             | P.d.                           | M.    | B.    | P.d.  |
| 2016-2017             | Valence CF             | Liga                  | 23          | 3           | 1           | 3               | 0               | 0               | -                 | -                 | -                 | -          | -          | -          | -                              | -                              | -                              | -                              | 26    | 3     | 1     |
| 2017-2018             | Valence CF             | Liga                  | 33          | 1           | 4           | 4               | 0               | 1               | -                 | -                 | -                 | -          | -          | -          | -                              | -                              | -                              | -                              | 37    | 1     | 5     |
| 2018-2019             | Valence CF             | Liga                  | 32          | 2           | 7           | 7               | 0               | 1               | -                 | -                 | -                 | -          | -          | -          | C1+C3                          | 6+7                            | 2+0                            | 3+0                            | 52    | 4     | 11    |
| 2019-2020             | Valence CF             | Liga                  | 28          | 2           | 0           | 3               | 0               | 0               | -                 | -                 | -                 | 1          | 0          | 0          | C1                             | 5                              | 1                              | 0                              | 37    | 3     | 0     |
| 2020-2021             | Valence CF             | Liga                  | 32          | 11          | 8           | 2               | 1               | 1               | -                 | -                 | -                 | -          | -          | -          | -                              | -                              | -                              | -                              | 34    | 12    | 9     |
| 2021-2022             | Valence CF             | Liga                  | 32          | 11          | 5           | 6               | 1               | 0               | -                 | -                 | -                 | -          | -          | -          | -                              | -                              | -                              | -                              | 38    | 12    | 5     |
| 2022-2023             | Valence CF             | Liga                  | 3           | 1           | 0           | -               | -               | -               | -                 | -                 | -                 | -          | -          | -          | -                              | -                              | -                              | -                              | 3     | 1     | 0     |
| Sous-total            | Sous-total             | Sous-total            | 182         | 31          | 25          | 25              | 2               | 3               | 0                 | 0                 | 0                 | 1          | 0          | 0          | -                              | 18                             | 3                              | 3                              | 226   | 36    | 31    |
| 2022-2023             | Paris Saint-Germain    | Ligue 1               | 26          | 3           | 1           | 3               | 2               | 1               | -                 | -                 | -                 | -          | -          | -          | C1                             | 6                              | 1                              | 0                              | 35    | 6     | 2     |
| 2023-2024             | Paris Saint-Germain    | Ligue 1               | 24          | 2           | 2           | 2               | 0               | 2               | -                 | -                 | -                 | -          | -          | -          | C1                             | 2                              | 0                              | 0                              | 28    | 2     | 4     |
| Sous-total            | Sous-total             | Sous-total            | 50          | 5           | 3           | 5               | 2               | 3               | 0                 | 0                 | 0                 | 0          | 0          | 0          | -                              | 8                              | 1                              | 0                              | 63    | 8     | 6     |
| 2024-2025             | West Ham United (prêt) | Premier League        | 31          | 1           | 1           | 1               | 0               | 0               | 1                 | 0                 | 0                 | -          | -          | -          | -                              | -                              | -                              | -                              | 33    | 1     | 1     |
| Total sur la carrière | Total sur la carrière  | Total sur la carrière | 263         | 37          | 29          | 31              | 3               | 6               | 1                 | 0                 | 0                 | 1          | 0          | 0          | -                              | 26                             | 4                              | 3                              | 322   | 44    | 38    |

## En équipe nationale
| Saison                | Sélection             | Phases finales                       | Phases finales | Phases finales | Phases finales | Éliminatoires CDM | Éliminatoires CDM | Éliminatoires CDM | Éliminatoires EURO | Éliminatoires EURO | Éliminatoires EURO | Ligue Nations UEFA | Ligue Nations UEFA | Ligue Nations UEFA | Matchs amicaux | Matchs amicaux | Matchs amicaux | Total | Total | Total |
| Saison                | Sélection             | Compétition                          | M              | B              | Pd             | M                 | B                 | Pd                | M                  | B                  | Pd                 | M                  | B                  | Pd                 | M              | B              | Pd             | M     | B     | Pd    |
| --------------------- | --------------------- | ------------------------------------ | -------------- | -------------- | -------------- | ----------------- | ----------------- | ----------------- | ------------------ | ------------------ | ------------------ | ------------------ | ------------------ | ------------------ | -------------- | -------------- | -------------- | ----- | ----- | ----- |
| 2021-2022             | Espagne               | UEFA Nations League Finals 2020-2021 | -              | -              | -              | 4                 | 2                 | 0                 | -                  | -                  | -                  | 3                  | 1                  | 0                  | 2              | 0              | 0              | 9     | 3     | 0     |
| 2022-2023             | Espagne               | Coupe du monde 2022                  | 2              | 1              | 0              | -                 | -                 | -                 | -                  | -                  | -                  | 2                  | 0                  | 0                  | 1              | 0              | 0              | 5     | 1     | 0     |
| Total sur la carrière | Total sur la carrière | Total sur la carrière                | 2              | 1              | 0              | 4                 | 2                 | 0                 | -                  | -                  | -                  | 5                  | 1                  | 0                  | 3              | 0              | 0              | 14    | 4     | 0     |

## Palmarès

### En club
Valence CF
- Vainqueur de la Coupe d'Espagne 2019
- Finaliste de la Coupe d'Espagne 2022

 Paris Saint-Germain
- Vainqueur du championnat de France en 2023 et 2024
- Vainqueur du Trophée des champions 2023

### En équipe nationale
- Espagne espoirs
  - Vainqueur du Championnat d'Europe espoirs en 2019.
  - Finaliste du Championnat d'Europe espoirs en 2017.
- Espagne olympique
  -  Médaillé d'argent aux Jeux olympiques en 2021